# Château Belin
Le château Belin est un château situé sur la commune de Léognan, dans le département de la Gironde. 

## Historique
Le château est inscrit au titre des monuments historiques depuis le 6 mars 2009.